# UFC Fight Night: Moraes vs. Sandhagen
UFC Fight Night: Moraes vs. Sandhagen (também conhecido como UFC Fight Night 179 e UFC on ESPN+ 37) foi um evento de MMA produzido pelo Ultimate Fighting Championship no dia 10 de outubro de 2020, no Flash Forum em Abu Dhabi.

## Background
Uma luta no peso galo entre Marlon Moraes e Cory Sandhagen é esperada para servir como luta principal da noite.
Uma luta no peso pena entre Edson Barboza e Jeremy Stephens foi brevemente ligada a este evento. Entretanto, Stephens recusou a luta alegando que não teria tempo suficiente para se preparar e foi substituído por Sodiq Yusuff. Por sua vez, Yusuff se retirou da luta por motivos não revelados. Ele foi substituído por Makwan Amirkhani.
Um luta no peso mosca entra Tagir Ulanbekov e Bruno Gustavo da Silva era esperada para ocorrer no UFC Fight Night: Waterson vs. Hill. Entretanto, a luta foi adiada para este evento.
Rodolfo Vieira era esperado para enfrentar Markus Perez neste evento. Entretanto, Vieira teve que se retirar da luta devido a uma lesão. Ele foi substituído por Dricus du Plessis.
Uma luta no peso médio entre Abu Azaitar e Joaquin Buckley era esperada para ocorrer neste evento. Entretanto, Azaitar teve que se retirar da luta e foi substituído por Impa Kasanganay.
Uma luta no peso pena entre Seung Woo Choi e Youssef Zalal foi marcada para este evento. Entretanto, Choi teve que se retirar da luta e foi substituído por llia Topuria.

## Bônus da Noite
Os lutadores receberam $50.000 de bônus:
- Luta da Noite: Não houve lutas premiadas.
- Performance da Noite:    Cory Sandhagen,  Chris Daukaus,  Tom Breese e   Joaquin Buckley